# Skraveltjärnen (Arvidsjaurs socken, Lappland, 730818-168024)
Skraveltjärnen är en sjö i Arvidsjaurs kommun i Lappland och ingår i Piteälvens huvudavrinningsområde. Sjöns area är 0,026 kvadratkilometer och den befinner sig 330 meter över havet.